# Campeonato Sul-Americano de Rugby de 2014 - Divisão B
O Campeonato Sul-Americano de Rugby de 2014 - Divisão B foi a XV edição deste torneio, sob o comando da Confederação Sul-Americana de Rugby (CONSUR). As partidas foram realizadas na cidade colombiana de Apartadó.
Os anfitriões venceram esta competição, com uma campanha invicta e com direito a grande margem de gols à favor. Foi o segundo título do país no Sul-Americano Divisão B (o primeiro havia sido conquistado em 2009).

## Regulamento e participantes
Esta edição do CONSUR B contou com a participação de quatro seleções, sendo elas a Colômbia, Equador, Peru e Venezuela. Elas se enfrentaram em turno único, sagrando-se campeã a que somasse mais pontos ao final das três rodadas.
Ao contrário das edições anteriores, este torneio não valeu vaga para o CONSUR A de 2015. De igual maneira, também não houve descenso para o Sul-Americano Divisão C de 2015.

### Estádio de Apartadó
Para a cidade de Apartadó, mais precisamente o seu estádio, este foi o primeiro evento de grande importância que o citado local recebeu. Isto três meses após o gramado sintético ter sido nele inaugurado.

## Partidas da Divisão B de 2014
Seguem-se, abaixo, as disputas realizadas pelo Campeonato Sul-Americano Divisão B de 2014.

### 1ª rodada
| 31 de agosto de 2014 |         |           |                                   |
| Peru                 | 28 - 33 | Venezuela | Estádio Santiago Rambay, Apartadó |
|                      | Reporte |           | Estádio Santiago Rambay, Apartadó |

| 31 de agosto de 2014 |         |         |                                   |
| Colômbia             | 122 - 0 | Equador | Estádio Santiago Rambay, Apartadó |
|                      | Reporte |         | Estádio Santiago Rambay, Apartadó |

### 2ª rodada
| 3 de setembro de 2014 |         |         |                                   |
| Venezuela             | 68 - 3  | Equador | Estádio Santiago Rambay, Apartadó |
|                       | Reporte |         | Estádio Santiago Rambay, Apartadó |

| 3 de setembro de 2014 |         |      |                                   |
| Colômbia              | 48 - 7  | Peru | Estádio Santiago Rambay, Apartadó |
|                       | Reporte |      | Estádio Santiago Rambay, Apartadó |

### 3ª rodada
| 6 de setembro de 2014 |         |         |                                   |
| Peru                  | 24 - 17 | Equador | Estádio Santiago Rambay, Apartadó |
|                       | Reporte |         | Estádio Santiago Rambay, Apartadó |

| 6 de setembro de 2014 |         |           |                                   |
| Colômbia              | 27 - 10 | Venezuela | Estádio Santiago Rambay, Apartadó |
|                       | Reporte |           | Estádio Santiago Rambay, Apartadó |

### Classificação final
| Seleção   | Vitórias | Empates | Derrotas | Pontos a favor | Pontos contra | Pontos +/- | Pontos |
| --------- | -------- | ------- | -------- | -------------- | ------------- | ---------- | ------ |
| Colômbia  | 3        | 0       | 0        | 195            | 16            | +179       | 9      |
| Venezuela | 2        | 0       | 1        | 111            | 58            | +53        | 6      |
| Peru      | 1        | 0       | 2        | 58             | 106           | -48        | 3      |
| Equador   | 0        | 0       | 3        | 20             | 204           | -184       | 0      |

- Critérios de pontuação: vitória = 3, empate = 1, derrota = 0.

## Campeão CONSUR  B 2014
| Campeonato Sul-Americano de Rugby 2014 Divisão B |
| ------------------------------------------------ |
| Colômbia Campeão (2º título)                     |